# Вулиця Валентина Котика (Шепетівка)
Ву́лиця Валенти́на Ко́тика — одна з вулиць міста Шепетівка Хмельницької області, Україна.

## Опис
Вулиця транзитна, широка. Починається від вулиці Героїв Небесної Сотні, проходить на північний захід до перетину з Новоград-Волинським шосе, і далі продовжується як автодорога на Славуту.

## Походження назви
Вулиця названа на честь піонера-розвідника, Героя Радянського Союзу Валентина Котика.

## Об'єкти
У будинку під №56 проживав Сергій Клімович, відомий житель Шепетівки і Герой Радянського Союзу.
На вулиці розташована Шепетівська загальноосвітня школа І-ІІІ ступенів № 4 (буд. 75), перед якою 1959 року встановлено пам'ятник-погруддя Валі Котику, скульптор Петро Фліт.
По вулиці, за адресою б.172-А, в травні 2009 року, було встановлено пам'ятник (хрест) на вшанування жертв політичних репресій та комуністичного терору. Освятив його священик УПЦ Київського Патріархату отець Василь Гетьман.